# György Andrássy

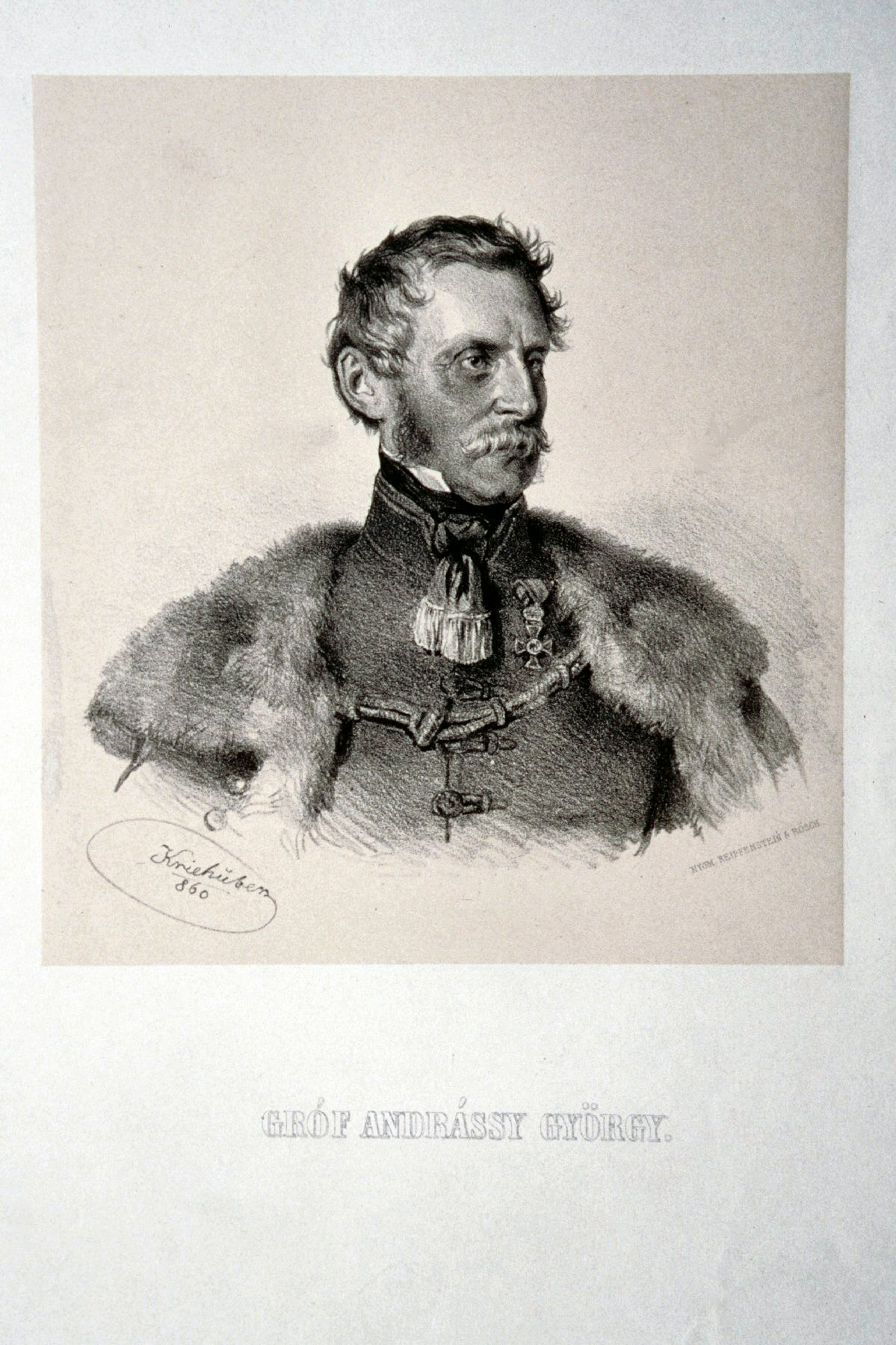
Graaf György Andrássy

Graaf György Andrássy de Csíkszentkirály et Krasznahorka (Kassa, 5 februari 1797 – Wenen, 19 december 1872) was een Hongaars edelman, keizerlijk en koninklijk kamerheer, geheimraad, opperste hofschenker en voorzitter van de Tisza-spoorwegmaatschappij.
Andrássy was een mede-oprichter van de Hongaarse Academie van Wetenschappen en steunde de oprichting van dit wetenschappelijk instituut met 10.500 Oostenrijkse gulden. Hij was opperste landrechter van Hongarije van 1863 tot 1865. Pas in 1867 zou er een opvolger worden aangesteld.
Hij was getrouwd met gravin Franziska zu Königsegg-Aulendorf, met wie hij vier kinderen kreeg.